# Soupe de patates douces
La soupe de patates douces est un dessert chinois qui est une spécialité du  sud de la Chine et de Hong Kong.

## Cuisine cantonaise

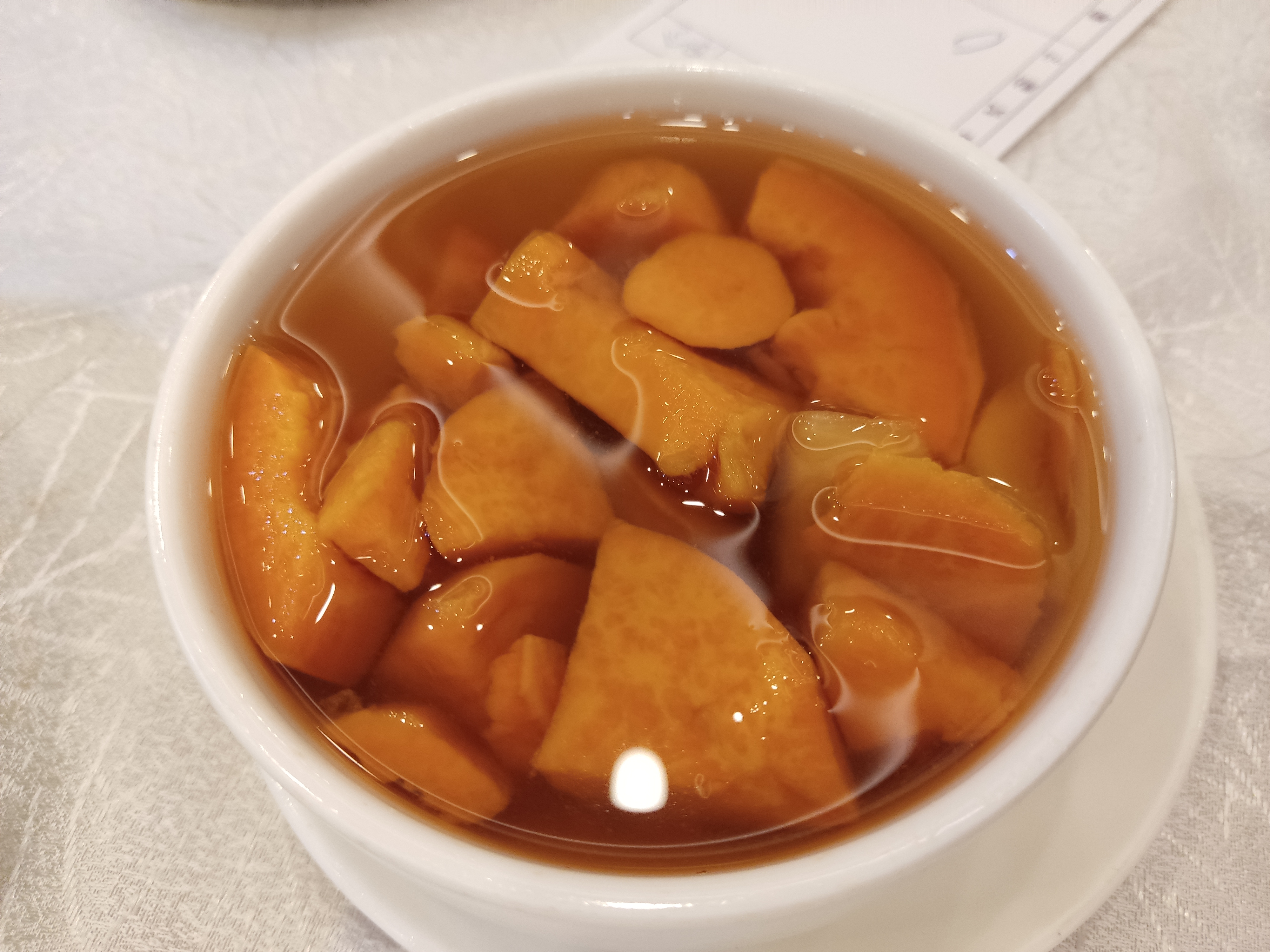
Bol de bouillon avec des morceaux de patates douces bouillies.

Dans la cuisine cantonaise, elle est classée dans la catégorie des tong sui ou soupes sucrées, d'où le nom chinois. Cette soupe a généralement une texture fine mais un goût puissant. La recette est simple, elle consiste à faire bouillir longuement les patates douces avec du sucre candi et du gingembre. La patate douce est l’un des légumes les plus répandus et les plus abondants en Chine. Grâce à sa recette simple et à la grande disponibilité des tubercules, la soupe de patate douce est l'un des tong sui les plus accessibles et les plus abordables de la région.